# Eleições parlamentares europeias de 2019 (Lituânia)
As Eleições de 2019 do Parlamento Europeu na Lituânia terão lugar a 26 de maio do mesmo ano  com o objetivo de eleger a delegação lituana ao Parlamento Europeu . A segunda volta da eleição presidencial lituana de 2019 decorre em paralelo. 
Há 301 candidatos de 16 partidos são apresentados aos 11 assentos em disputa. 
Os onze deputados lituanos são eleitos por sufrágio universal directo pelos cidadãos da Letónia e pelos cidadãos da União Europeia que vivem na Lituânia e têm mais de 18 anos de idade. A votação é realizada de acordo com o método do segundo turno, e os assentos são distribuídos proporcionalmente entre as listas que excederam 5% dos votos expressos de acordo com o método principal de descanso . 

## Composição (mandato 2014-2019)

### Partidos Nacionais
| Partido | Partido                               | Deputados | Grupos                                            |
| ------- | ------------------------------------- | --------- | ------------------------------------------------- |
|         | União da Pátria - Democratas-Cristãos | 2 / 11    | Grupo do Partido Popular Europeu                  |
|         | Partido Social Democrata              | 2 / 11    | Aliança Progressista dos Socialistas e Democratas |
|         | Movimento Liberal                     | 1 / 11    | Aliança dos Liberais e Democratas pela Europa     |
|         | Partido Trabalhista                   | 1 / 11    | Aliança dos Liberais e Democratas pela Europa     |
|         | Ação Eleitoral dos Polacos            | 1 / 11    | Reformistas e Conservadores Europeus              |
|         | União dos Camponeses e Verdes         | 1 / 11    | Grupo dos Verdes/Aliança Livre Europeia           |
|         | Movimento Presidente Rolandas Paksas  | 1 / 11    | Europa da Liberdade e da Democracia Directa       |
|         | Independentes                         | 2 / 11    |                                                   |

### Grupos Parlamentares
| Grupo | Grupo                                             | Deputados |
| ----- | ------------------------------------------------- | --------- |
|       | Grupo do Partido Popular Europeu                  | 3 / 11    |
|       | Aliança dos Liberais e Democratas pela Europa     | 3 / 11    |
|       | Aliança Progressista dos Socialistas e Democratas | 2 / 11    |
|       | Reformistas e Conservadores Europeus              | 1 / 11    |
|       | Grupo dos Verdes/Aliança Livre Europeia           | 1 / 11    |
|       | Europa da Liberdade e da Democracia Directa       | 1 / 11    |

## Partidos concorrentes
Os principais partidos concorrentes são os seguintes:
| Partido | Partido                                              | Cabeça de Lista      | Afiliação Europeia                                       |
| ------- | ---------------------------------------------------- | -------------------- | -------------------------------------------------------- |
|         | União da Pátria - Democratas-Cristãos                | Liudas Mažylis       | Partido Popular Europeu                                  |
|         | Partido Social Democrata                             | Vilija Blinkevičiūtė | Partido Socialista Europeu                               |
|         | Movimento Liberal                                    | Petras Austrevicius  | Partido da Aliança dos Liberais e Democratas pela Europa |
|         | Partido Trabalhista                                  | Viktor Uspakich      | Partido da Aliança dos Liberais e Democratas pela Europa |
|         | Ação Eleitoral dos Polacos - União Russa da Lituânia | Valdemar Tomaševski  | Aliança dos Reformistas e Conservadores Europeus         |
|         | União dos Camponeses e Verdes                        | Bronis Rope          |                                                          |
|         | Ordem e Justiça                                      | Remigijus Zemaitatis |                                                          |
|         | Partido do Centro                                    | Antanas Guoga        |                                                          |
|         | Partido Verde                                        | Remigijus Lapinskas  |                                                          |
|         | Partido Social Democrata Trabalhista                 | Gediminas Kirkilas   |                                                          |
|         | Movimento Presidente Rolandas Paksas                 | Rolandas Paksas      |                                                          |

## Resultados Oficiais
| Partido                 | Partido                               | Votos                                      | %                                          | +/-                                        | Deputados                                  | +/-                                        |
| ----------------------- | ------------------------------------- | ------------------------------------------ | ------------------------------------------ | ------------------------------------------ | ------------------------------------------ | ------------------------------------------ |
|                         | União da Pátria - Democratas-Cristãos | 245 918                                    | 18,60 / 100,00                             | 1,17                                       | 3 / 11                                     | 1                                          |
|                         | Partido Social Democrata              | 199 217                                    | 15,07 / 100,00                             | 2,19                                       | 2 / 11                                     | Estável                                    |
|                         | União dos Camponeses e Verdes         | 157 604                                    | 11,92 / 100,00                             | 5,31                                       | 2 / 11                                     | 1                                          |
|                         | Partido Trabalhista                   | 112 964                                    | 8,54 / 100,00                              | 4,27                                       | 1 / 11                                     | Estável                                    |
|                         | Movimento Liberal                     | 81 916                                     | 6,20 / 100,00                              | 10,35                                      | 1 / 11                                     | 1                                          |
|                         | Comboio Aušra Maldeikienė's           | 80 703                                     | 6,10 / 100,00                              | Novo                                       | 1 / 11                                     | Novo                                       |
|                         | Ação Eleitoral dos Polacos            | 69 263                                     | 5,24 / 100,00                              | 2,81                                       | 1 / 11                                     | Estável                                    |
|                         | Partido do Centro                     | 64 091                                     | 4,85 / 100,00                              | Novo                                       | 0 / 11                                     | Novo                                       |
|                         | Movimento Presidente Rolandas Paksas  | 50 130                                     | 3,79 / 100,00                              | Novo                                       | 0 / 11                                     | Novo                                       |
|                         | Recuperar o Estado!                   | 41 860                                     | 3,17 / 100,00                              | Novo                                       | 0 / 11                                     | Novo                                       |
|                         | Ordem e Justiça                       | 34 298                                     | 2,59 / 100,00                              | 11,66                                      | 0 / 11                                     | 1                                          |
|                         | Partido Social Democrata Trabalhista  | 29 592                                     | 2,24 / 100,00                              | Novo                                       | 0 / 11                                     | Novo                                       |
|                         | Partido Verde                         | 28 126                                     | 2,13 / 100,00                              | 1,43                                       | 0 / 11                                     | Estável                                    |
|                         | União da Liberdade Lituana (Liberais) | 23 829                                     | 1,80 / 100,00                              | Novo                                       | 0 / 11                                     | Novo                                       |
|                         | Lituânia Forte numa Europa Unida      | 16 671                                     | 1,26 / 100,00                              | Novo                                       | 0 / 11                                     | Novo                                       |
|                         | Salto Decisivo                        | 14 195                                     | 1,07 / 100,00                              | Novo                                       | 0 / 11                                     | Novo                                       |
| Votos Inválidos         | Votos Inválidos                       | 71 661                                     | 5,42 / 100,00                              | 0,12                                       |                                            |                                            |
| Total                   | Total                                 | 1 322 038                                  | 100,00 / 100,00                            |                                            | 11 / 11                                    |                                            |
| Eleitorado/Participação | Eleitorado/Participação               | 2 490 539                                  | 53,08 / 100,00                             | 5,73                                       |                                            |                                            |
| Fonte                   | Fonte                                 | https://www.vrk.lt/2019-europos-parlamento | https://www.vrk.lt/2019-europos-parlamento | https://www.vrk.lt/2019-europos-parlamento | https://www.vrk.lt/2019-europos-parlamento | https://www.vrk.lt/2019-europos-parlamento |

## Composição 2019-2024

### Partidos Nacionais
| Partido | Partido                               | Deputados | Grupo                                             |
| ------- | ------------------------------------- | --------- | ------------------------------------------------- |
|         | União da Pátria - Democratas-Cristãos | 3 / 11    | Grupo do Partido Popular Europeu                  |
|         | Partido Social Democrata              | 2 / 11    | Aliança Progressista dos Socialistas e Democratas |
|         | União dos Camponeses e Verdes         | 2 / 11    | Grupo dos Verdes/Aliança Livre Europeia           |
|         | Partido Trabalhista                   | 1 / 11    | Renovar Europa                                    |
|         | Movimento Liberal                     | 1 / 11    | Renovar Europa                                    |
|         | Comboio Aušra Maldeikienė's           | 1 / 11    | Grupo do Partido Popular Europeu                  |
|         | Ação Eleitoral dos Polacos            | 1 / 11    | Reformistas e Conservadores Europeus              |

### Grupos Parlamentares
| Grupo | Grupo                                             | Deputados |
| ----- | ------------------------------------------------- | --------- |
|       | Grupo do Partido Popular Europeu                  | 4 / 11    |
|       | Aliança Progressista dos Socialistas e Democratas | 2 / 11    |
|       | Grupo dos Verdes/Aliança Livre Europeia           | 2 / 11    |
|       | Renovar Europa                                    | 2 / 11    |
|       | Reformistas e Conservadores Europeus              | 1 / 11    |